# Levande sten

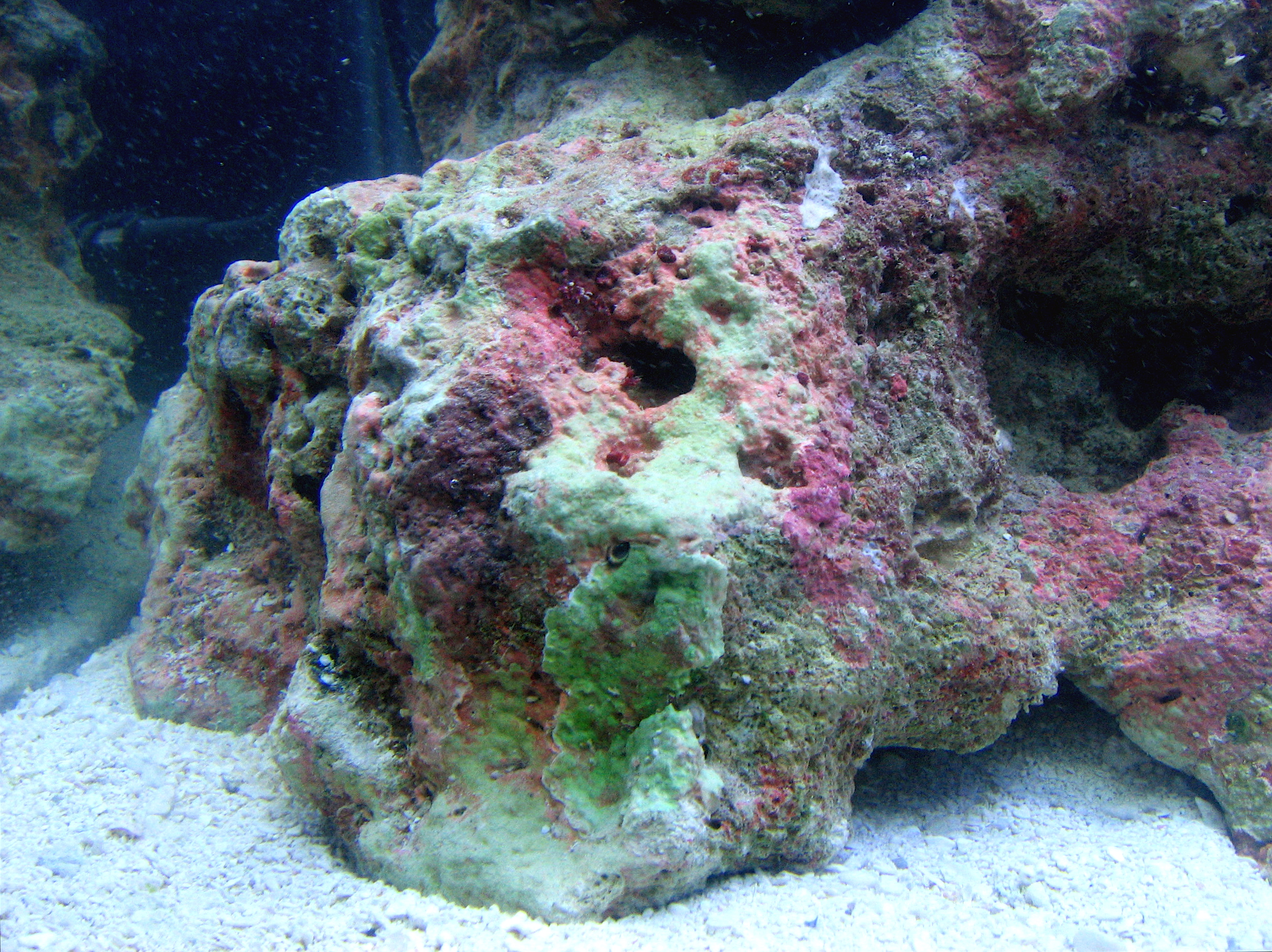
levande sten i ett akvarium

Levande sten är ett begrepp som används om stenar som placeras i saltvattenakvarier. Stenen i sig är namnet till trots inte levande, utan består vanligen av korallsten med marina organismer som lever på eller i stenen.
Levande sten används i dessa akvarium som huvudkällan till nitrifikationsbakterier som spelar en viktig roll i kvävecykeln som förvandlar avfall från akvarieinvånarna till mindre giftiga ämnen. Levande sten är också ett viktigt dekorativt element i akvariet och kan användas för att bygga grottor och andra strukturer.
Levande sten hämtas ofta från korallreven i haven för att användas inom akvariehandeln. Vid inhämtandet kan de innehålla önskvärda och mindre önskvärda organismer som koraller, svampar och andra ryggradslösa djur. För att bli av med de icke önskvärda organismerna innan man sätter stenen i akvariet mognar man stenen, det vill säga placerar den i ett speciellt akvarium med cirkulationspump och proteinskummare. Denna process kan ta flera veckor. 